# Henri Teissier
Cet article concerne l'évêque français. Pour le footballeur français et homophone, voir Henri Tessier (football). Pour les homonymes, voir Teissier.
Henri Teissier est un prélat catholique franco-algérien né le 21 juillet 1929 à Lyon, et mort  dans la même ville le 1er décembre 2020.
Il est évêque d'Oran de 1972 à 1980, puis évêque coadjuteur d'Alger, et archevêque d'Alger de 1988 à 2008.

## Biographie
Henri Teissier est issu d'une famille installée à Philippeville en Algérie depuis 1849. Il grandit dans diverses villes de France, où son père, officier, est affecté. Il fait ses études chez les jésuites. La famille rejoint Alger en 1947. Il est ordonné prêtre pour le diocèse d'Alger, le 24 mars 1955, après des études au séminaire des Carmes à Paris. Il apprend l'arabe à l'Institut dominicain d'études orientales, où il assiste à la montée des nationalismes arabes. Il est de retour à Alger en 1958. Il fait partie de la vingtaine de prêtres (dont le cardinal Duval) qui obtiennent la nationalité algérienne en 1965. Mais l'Église catholique est exsangue et ne représente plus que 20 000 fidèles demeurés sur place, avec quelques coopérants ou étudiants africains. 
Le 30 novembre 1972 à 43 ans, il est nommé par le pape Paul VI évêque d'Oran. Il reçoit la consécration épiscopale le 2 février 1973. En 1976, les écoles catholiques sont nationalisées, la charia devient la référence du droit et l'arabe devient l'unique langue d'enseignement. 
Le 20 décembre 1980, il est nommé archevêque coadjuteur du cardinal Duval à Alger. En 1988, le cardinal Duval se retire et Henri Teissier devient archevêque d'Alger. 
Profondément attaché à l'Algérie, Mgr Teissier traverse avec l'Église la terrible crise terroriste qu'a connue le pays dans les années 1990. Dix-neuf religieux sont assassinés entre 1994 et 1996 dont Mgr Pierre Claverie, évêque d'Oran, et les moines de Tibhirine. Malgré les épreuves et les menaces, Henri Teissier est toujours resté en Algérie avec comme unique ambition « de découvrir et de susciter des frères ». Il défend constamment les autorités algériennes, même pendant la guerre de 1993-2000 qui fit plus de 200 000 morts. Il le fait pour ne pas exposer davantage les chrétiens durement éprouvés.
En 2005, lors d'une conférence-débat sur les religions monothéistes avec Tahar Absi professeur à l'Université d'Alger intitulée « Paix et tolérance », Mgr Teissier disait que le terme salam (« paix » en arabe) constitue l'un des fondements du christianisme. « Jésus se plaisait à enseigner à ses disciples qu'à chaque fois que le seuil d'une maison était franchi, il fallait impérativement prononcer le mot paix » et que « l'islam, le christianisme et le judaïsme sont certes trois religions différentes qui ont toutefois une source et une finalité commune : le bonheur de l'humanité.» Mgr Teissier a noté la nouvelle position développée par l'Église « qui consiste à considérer les autres religions sous l'angle de la recherche des éléments qui favorisent l'amour entre les humains et qui renforcent chez eux le sentiment d'appartenir à une même famille ». Il a aussi rappelé que « L'existence en Algérie d'une communauté chrétienne est la preuve que nous vivons dans une atmosphère de tolérance et que nous partageons les mêmes joies et les mêmes épreuves que les autres peuples de la planète. » 
Le 24 mai 2008, le pape Benoît XVI accepte la démission de Mgr Teissier. Il est remplacé par le père Ghaleb Bader du Patriarcat latin de Jérusalem.
Mgr Henri Tessier meurt des suites d’un accident vasculaire cérébral à l'hôpital Édouard-Herriot à Lyon le 1er décembre 2020, à l’âge de 91 ans. Le 9 décembre, il est inhumé en la basilique Notre-Dame d'Afrique d'Alger.

## Distinctions
- Chevalier de la Légion d'honneur (juillet 2007)

## Publications
- Église en Islam, Centurion, 1984
- La Mission de L'Église, Desclée de Brouwer, 1985
- Histoire des chrétiens d'Afrique du Nord, (collectif), Desclée de Brouwer, 1995,  (ISBN 978-2-7189-0531-0)
- Lettres d'Algérie, Bayard-Centurion, 1998, 135 p. (ISBN 978-2-2274-3667-1)
- Chrétiens en Algérie : Un partage d’espérance, Desclée de Brouwer, 2002, 231 p. (ISBN 978-2-2200-5138-3)